# Mehmet Shoraq
Mehmet Shoraq (o Mehmet Sulik Pascià) (1525 – Lepanto, 7 ottobre 1571) è stato un ammiraglio turco.

## Biografia
Conosciuto come Scirocco, fu viceré d'Egitto e governatore della città di Alessandria. Nominato ammiraglio, comandò l'ala destra dello schieramento ottomano nella battaglia di Lepanto, durante la quale affrontò l'ala sinistra cristiana guidata dall'ammiraglio Agostino Barbarigo: nello scontro Shoraq fu ferito e ucciso, come del resto lo stesso Barbarigo. Il corpo di Shoraq fu poi decapitato con la spada di Giovanni Marino Contarini.